# NGC 7552
NGC 7552 (другие обозначения — IC 5294, PGC 70884, IRAS23134-4251, ESO 291-12, VV 440, MCG -7-47-28) — галактика в созвездии Журавль.
Этот объект входит в число перечисленных в оригинальной редакции «Нового общего каталога».